# Štika amurská
Štika amurská (Esox reicherti; Dybowski, 1758) je dravá ryba z čeledi štikovitých. Žije v povodí řek Amur, Sachalin, Onon a Cherlen.

## Vzhled
Jako všechny druhy štik má poměrně dlouhou hlavu. Ocasní ploutev je vidlicovitá, dospělý jedinec může dosahovat délky až 1,15 metru.

## Životní prostředí
Štika amurská dává přednost vodám s možností úkrytu (např. s množstvím vodních rostlin, kořeny aj.). Od podzimu do zimy je chráněná před rybolovem.